# 闕河鳴
闕河鳴，台灣電機工程及資訊科技學者，2022年8月27日出任首任數位發展部政務次長。